# Лука Максимовић
Лука Максимовић (Велика Иванча, 17. јул 1991), познат по свом алијасу Љубиша Прелетачевић „Бели”, српски је комичар, политички активиста и јутјубер. Вођа је некадашње сатиричне политичке странке Сарму проб’о ниси.
Његова странка је учествовала на локалним изборима 2016. где је у општини Младеновац освојила 20% гласова и 12 мандата. Учествовао је на председничким изборима 2017. под ликом Прелетачевића, заузевши треће место са 9,44% гласова. Године 2018. напустио је своју странку.

## Биографија
Рођен је 17. јула 1991. године у Великој Иванчи, у тадашњој Социјалистичкој Федеративној Републици Југославији. Студирао је комуникологију на Факултету за медије и комуникације Универзитета Сингидунум.
Почетком 2010-их, радио је скечеве и кратке видео-клипове који доводе у питање конзервативне норме, промовишу толеранцију и афирмишу различитост. Један је од првих домаћих канала који је имао видео са преко милион јединствених прегледа, још у раној фази јутјуба.
Од 2016. године био је вођа политичког покрета у Младеновцу Сарму проб'о ниси. На локалним изборима 2016. у општини Младеновац, освојио је други број одборничких места (после Српске напредне странке) са 21% освојених гласова, са својом листом „Бели — Само јако!” (освојивши 13 од 55 мандата). Освојио је велики број гласова, иако је његова кампања замишљена као сатира и пародија на српске политичаре и политички систем у Србији. изазвала је велику пажњу домаћих, али и појединих светских медија. Презиме лика који је његов хетероним — Прелетачевић, асоцира на то да је прелетач онај који мења странке.
Дана 12. марта 2017. кандидовао се на председничким изборима 2017. који су били одржани 2. априла. Републичкој изборној комисији је предато 12.700 потписа.. Званично је проглашен за кандидата 13. марта. На изборима је прошао као трећи кандидат по броју гласова са 9,5% гласачког тела.